# Quintanilla-Valdebodres
Quintanilla-Valdebodres es una localidad del municipio burgalés de Merindad de Sotoscueva, dentro de la comarca de Las Merindades, en la Comunidad Autónoma de Castilla y León (España). 
La iglesia está dedicada a San Miguel Arcángel. En 2020 fue elegida 'Mejor Pueblo de Las Merindades' gracias a los votos de los usuarios de una web de información comarcal. 
Protegida por montañas, es el paso natural por los barrancos o Canales del Dulla y la Cascada de la Mea es su primer monumento natural. 

## Localidades limítrofes
Confina con las siguientes localidades:
- Al noreste con Cogullos.
- Al este con Sobrepeña.
- Al sureste con Nela.
- Al sur con Brizuela.
- Al suroeste con Puentedey.

## Demografía
Evolución de la población
| Gráfica de evolución demográfica de Quintanilla-Valdebodres entre 2000 y 2017 |
|                                                                               |
| Población de derecho (2000-2017) según el padrón municipal del INE            |

## Historia
Así se describe a Quintanilla-Valdebodres en el tomo XIII del Diccionario geográfico-estadístico-histórico de España y sus posesiones de Ultramar, obra impulsada por Pascual Madoz a mediados del siglo XIX:

Lugar de la provincia, diócesis, audiencia territorial y capitanía general de Burgos (14 ¼ leguas), partido judicial de Villarcayo (1 ¼), y ayuntamiento de la merindad de Sotoscueva (3/4); Situado en un hondo donde le combaten aunque poco todos los vientos, siendo las enfermedades más comunes las pleuras y constipados. Consta de 28 casas; una escuela de educación primaria, a la que asisten 20 niños de ambos sexos, dotada con los fondos de una obra pía; una fuente en mitad del pueblo de cuyas aguas, así como de las de 2 arroyos que cruzan por aquel, se surten los vecinos; una iglesia parroquial (San Miguel) servida por un cura párroco y un sacristán; un cementerio colocado sobre una altura extramuros de la población, y a 100 pasos de esta una ermita bajo la advocación de Nuestra Señora del Carrascal. Confina el término N Cogullos; E Sobrepeña; S Puentedei, y O con la merindad de Valdeporres. Su terreno es delgado y secano; contiene canteras de piedra pero sin uso, y 2 montes poblados el uno de robles y el otro de encinas; surcan el término los 2 expresados arroyos que nacen en Sobrepeña y Cogullos, cuyos nombres llevan, los cuales después de unirse al pasar por el lugar que nos ocupa, van a desaguar al río Nela en jurisdicción de Brizuela. Los caminos son de pueblo a pueblo; y la correspondencia se recibe de la capital del partido por los mismos interesados. Producciones: trigo mocho, cebada, patatas y algunas legumbres; cría ganado lanar, cabrío y de cerda, y caza de perdices, lobos y zorros. Industria: la agrícola. Población: 13 vecinos, 49 almas. Capital productivo: 119.700 reales. Imponible: 12.196. Contribución: 3.810 reales 8 maravedíes.
Diccionario geográfico-estadístico-histórico de España y sus posesiones de Ultramar